# Leila Pahlavi
Leila Pahlavi (Teheran, 27 marzo 1970 – Londra, 10 giugno 2001) è stata una principessa persiana.

## Biografia
Leila era l'ultimogenita dello Scià di Persia Mohammad Reza Pahlavi e di Farah Diba. Nel 1979 dovette lasciare il suo Paese con tutta la sua famiglia in seguito alla caduta della monarchia e all'instaurazione del regime degli ayatollah. Visse prevalentemente negli Stati Uniti, dove tra l'altro si laureò, presso la Brown University, a Providence, nello Stato di Rhode Island.
Venne trovata morta il 10 giugno 2001 in una camera del Leonardo Hotel a Londra: il decesso sarebbe stato causato da un'overdose di farmaci. La principessa soffriva di depressione, insonnia grave, anoressia nervosa, sindrome da fatica cronica. La sua tomba si trova al cimitero di Passy di Parigi.

## Omaggi
- Nel 2010 Mylène Farmer ha dedicato alla principessa scomparsa la canzone Leila.

## Ascendenza
|                            |                      |                       | Genitori                      |  |  | Nonni             |  |  | Bisnonni                |  |
|                            |                      |                       |                               |  |  | Scià Reza Pahlavi |  |  | Maggiore Abbas Ali Khan |  |
|                            |                      |                       |                               |  |  | Scià Reza Pahlavi |  |  | Maggiore Abbas Ali Khan |  |
|                            |                      | Noush Afarin Ayromlou |                               |  |  | Scià Reza Pahlavi |  |  |                         |  |
| Scià Mohammad Reza Pahlavi |                      |                       |                               |  |  | Scià Reza Pahlavi |  |  |                         |  |
|                            |                      | Nimtaj Ayromlou       | Generale Teymūr Khan Ayromlou |  |  |                   |  |  |                         |  |
|                            |                      | Nimtaj Ayromlou       | Generale Teymūr Khan Ayromlou |  |  |                   |  |  |                         |  |
|                            |                      | Nimtaj Ayromlou       | Zahra Khanum                  |  |  |                   |  |  |                         |  |
| Leila Pahlavi              |                      | Nimtaj Ayromlou       |                               |  |  |                   |  |  |                         |  |
|                            | Capitano Sohrab Diba | Mehdi Diba            |                               |  |  |                   |  |  |                         |  |
|                            | Capitano Sohrab Diba | Mehdi Diba            |                               |  |  |                   |  |  |                         |  |
|                            | Capitano Sohrab Diba | …                     |                               |  |  |                   |  |  |                         |  |
| Farah Diba                 | Capitano Sohrab Diba |                       |                               |  |  |                   |  |  |                         |  |
|                            |                      | Farideh Ghotbi        | …                             |  |  |                   |  |  |                         |  |
|                            |                      | Farideh Ghotbi        | …                             |  |  |                   |  |  |                         |  |
|                            |                      | Farideh Ghotbi        | …                             |  |  |                   |  |  |                         |  |
|                            |                      | Farideh Ghotbi        |                               |  |  |                   |  |  |                         |  |